# Regência britânica
A Regência Britânica no Reino Unido da Grã-Bretanha e Irlanda foi um período entre 1811 e 1820 quando o rei Jorge III foi considerado incapaz de governar, com seu filho Jorge, Príncipe de Gales, governando em seu nome como Príncipe Regente. O príncipe ascendeu ao trono em 1820 como Jorge IV após a morte de seu pai.
O termo "Período da Regência" às vezes se refere ao período ainda maior de tempo que a década da regência formal. O período entre 1795 e 1837, a parte final do reinado de Jorge III e os reinados de seus filhos Jorge IV e Guilherme IV, foi caracterizado por traços distintos na arquitetura, literatura, moda, política e cultura britânicas. Se "Período da Regência" for usado para descrever a transição entre as eras "jorgiana" e "vitoriana", o foco é o período "pré-vitoriano" de 1811, quando a regência formal começou, até 1837 quando Vitória sucedeu Guilherme IV.
Foi uma época de excessos para a aristocracia. Entretanto, também foi um tempo de incerteza causada por vários fatores como as Guerras Napoleônicas, vários tumultos e a ambivalência se o povo britânico poderia emular as mudanças da Revolução Francesa.

## Política e governo

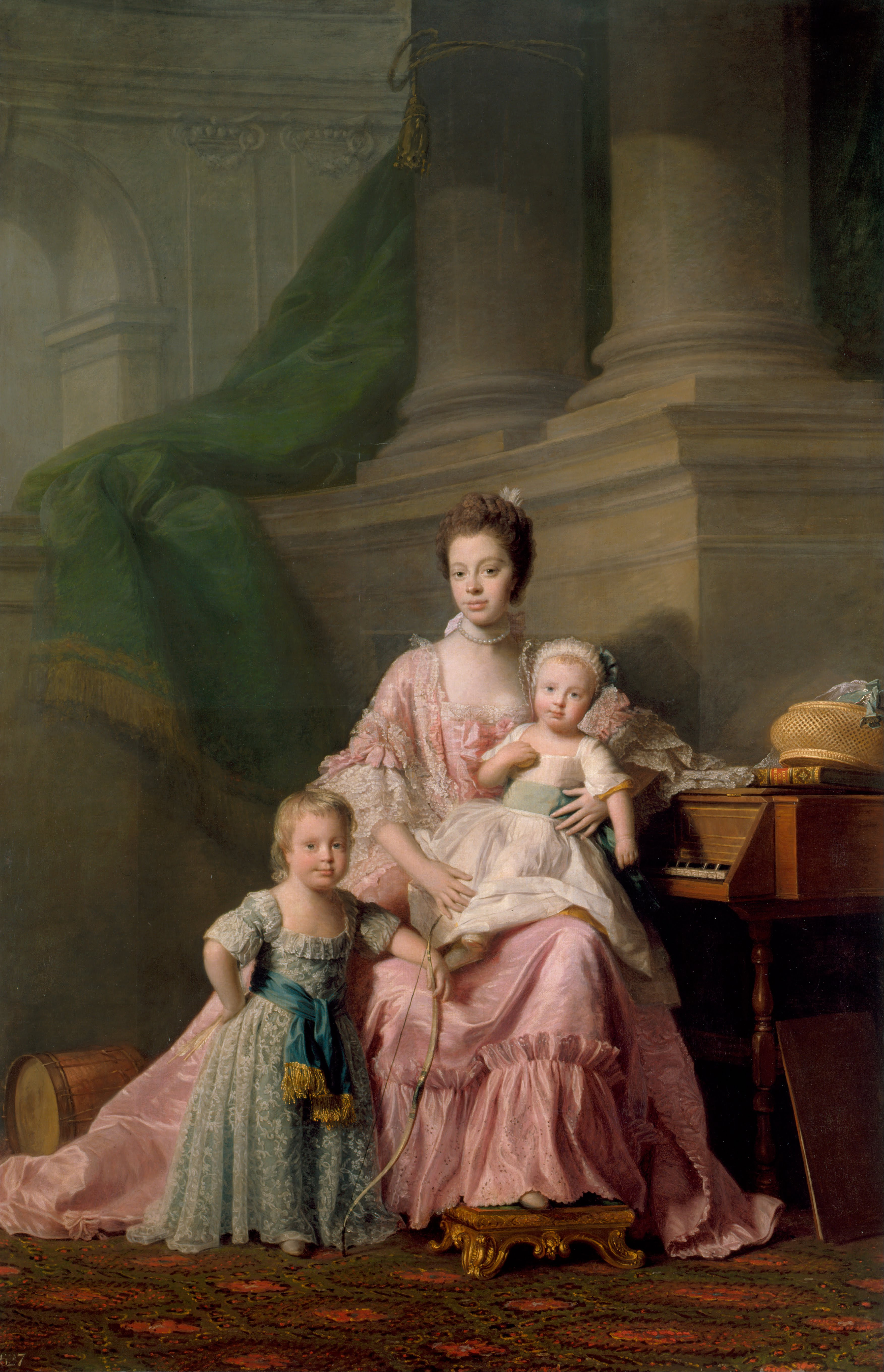
O Príncipe Jorge de Gales (à esquerda) com sua mãe, a Rainha Carlota e seu irmão mais novo, Frederico, Duque de Iorque. Pintura de Allan Ramsay, C. 1764.

Jorge III (1738-1820) tornou-se rei da Grã-Bretanha e Irlanda em 25 de outubro de 1760, quando tinha 22 anos, sucedendo seu avô Jorge II. O próprio Jorge III havia sido objeto de legislação para compor uma regência quando o Parlamento britânico aprovou a "Lei da Menoridade do Sucessor da Coroa de 1751" após a morte de seu pai Frederico, Príncipe de Gales, em 31 de março de 1751. Jorge tornou-se herdeiro aparente com a idade de 12 anos e teria ascendido ao trono mesmo menor de idade caso seu avô tivesse morrido antes de 4 de junho de 1756, seu aniversário de 18 anos. Como contingência, a lei previa que sua mãe, Augusta de Saxe-Gota, fosse nomeada regente e desempenhasse a maioria das funções reais.
Em 1761, Jorge III casou-se com a princesa Carlota de Mecklemburgo-Strelitz e tiveram 15 filhos (nove filhos e seis filhas). O mais velho era o Príncipe Jorge, nascido em 12 de agosto de 1762 já como Príncipe de Gales e herdeiro aparente. Em 1765, três crianças pequenas lideraram a linha de sucessão e o Parlamento novamente aprovou uma Lei de Regência como contingência. A "Lei da Menoridade do Herdeiro da Coroa de 1765" previa que a Rainha Carlota ou a Princesa Augusta atuassem como regentes, se necessário. Jorge III teve um longo episódio de instabilidade mental no verão de 1788. O Parlamento, então, propôs o "Ato de Regência de 1789", que foi aprovado pela Câmara dos Comuns. Antes que a Câmara dos Lordes pudesse debater a lei, o rei se recuperou e o projeto foi arquivado. Se tivesse sido aprovada em lei, o Príncipe de Gales teria se tornado o regente em 1789.
A saúde mental de Jorge III continuou a ser motivo de preocupação, mas, o monarca se opunha a quaisquer outras medidas para implementar uma Lei de Regência. Finalmente, após a morte em 2 de novembro de 1810 de sua filha mais nova, a Princesa Amélia, Jorge III perdeu completamente a sanidade mental. No ano seguinte, o Parlamento aprovou a "Lei de Cuidados do Rei", comumente conhecida como "Lei de Regência de 1811". O monarca foi afastado de suas funções como chefe de Estado e o Príncipe de Gales assumiu o cargo de Príncipe-Regente em 5 de fevereiro de 1811. No início, o Parlamento restringiu alguns dos poderes do Regente, mas as restrições expiraram um ano após a aprovação da lei. A regência se encerrou quando Jorge III morreu em 29 de janeiro de 1820 e o príncipe-regente o sucedeu como Jorge IV.
Após a morte de Jorge IV em 1830, um novo Ato de Regência foi aprovado pelo Parlamento. Jorge IV foi sucedido por seu irmão, Guilherme IV. Sua consorte, a rainha Adelaide de Saxe-Meiningen, tinha 37 anos de idade e o casal não havia gerado filhos legítimos sobreviventes. Vitória, Duquesa de Kent —  filha de Eduardo, Duque de Kent e Strathearn, o quarto filho de Jorge III —  tornou-se herdeira aparente da coroa. A nova lei previa que sua mãe, Vitória de Saxe-Coburgo-Saalfeld, se tornaria regente no caso da morte de Guilherme IV antes de 24 de maio de 1837, o aniversário de 18 anos da herdeira. A lei permitia que Adelaide tivesse outro filho, antes ou depois da morte de Guilherme IV. Se o último cenário tivesse surgido, Vitória teria se tornado rainha apenas temporariamente até que o novo monarca nascesse. Adelaide não teve mais filhos e, eventualmente, Guilherme IV morreu em 20 de junho de 1837, apenas quatro semanas depois que Vitória completar 18 anos.

## Definição

### Terminologia e periodização
Oficialmente, a Regência começou em 5 de fevereiro de 1811 e terminou em 29 de janeiro de 1820, mas a "Era da Regência" é geralmente percebida como muito mais longa. O termo é comumente, embora vagamente, aplicado ao período que se estende de 1795 até a ascensão da Rainha Vitória em 20 de junho de 1837. A Era da Regência é um sub-período da Era georgiana estendida (1714–1837), ambas seguidas pela Era Vitoriana (1837–1901). Este último termo é de uso contemporâneo, embora alguns historiadores atribuam um ponto de partida anterior, tipicamente a promulgação do Grande Ato de Reforma em 7 de junho de 1832.

### Contrapontos sociais, econômicos e políticos

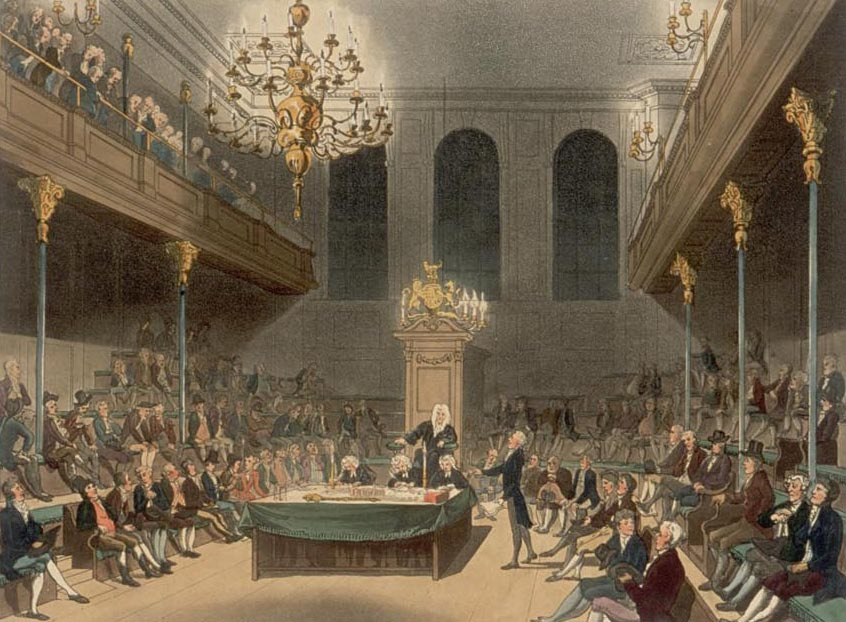
Sessão plenária da Câmara dos Comuns em 1808. As demandas sociais da Era da Regência recaíam fortemente sobre o Parlamento britânico.

O próprio Príncipe-regente foi um dos principais patronos das artes e da arquitetura. Jorge ordenou a construção e reforma do icônico Royal Pavilion, da ornamentada Carlton House e muitas outras obras públicas. Tudo isso exigia despesas consideráveis com as quais nem o próprio Regente nem o Tesouro de Sua Majestade poderiam arcar. A extravagância de Jorge acabou sufocando e recaindo sobre as camadas populares.
Embora a Regência seja conhecida pela elegância e opulência nas artes plásticas e na arquitetura, havia uma necessidade concomitante de mudanças sociais, políticas e econômicas. O país esteve envolvido nas Guerras Napoleônicas até junho de 1815 e o conflito impactou fortemente o comércio interno e internacional. Houve desemprego em massa e, em 1816, uma safra alimentícia excepcionalmente ruim. Além disso, o país passou por uma explosão demográfica sem precedentes e a combinação desses fatores resultou em pobreza generalizada. Além do governo de coalização nacional liderado pelo Barão Grenville de fevereiro de 1806 a março de 1807, todos os governos de dezembro de 1783 a novembro de 1830 foram formados e liderados por Tories. Neste período, as reações do governo à crise nacional incluíram o Massacre de Peterloo em 1819 e as várias Leis dos Cereais. Por fim, o governo Whig de Charles Grey, 2.º Conde Grey aprovou o Ato da Grande Reforma em 1832.

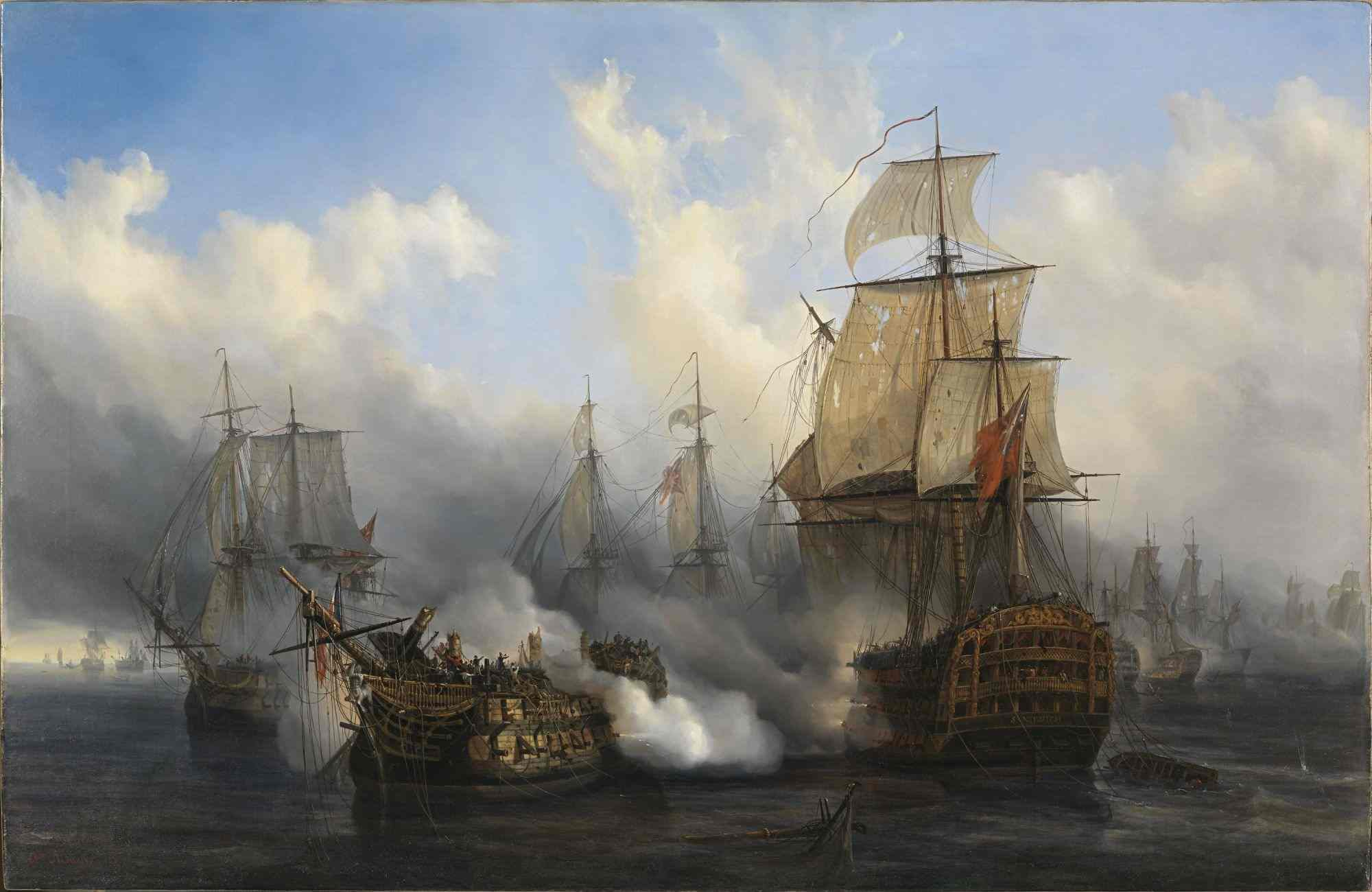
As Guerras Napoleônicas causaram um grande bloqueio do comércio atlântico que prejudicou a economia britânica.

Essencialmente, a Inglaterra durante a Era da Regência era uma sociedade estratificada na qual o poder e a influência políticos estavam nas mãos da classe fundiária. Os círculos de moda e alta cultura eram mundos à parte das áreas carentes em que a maioria da população vivia. Os bairros empobrecidos eram conhecidos como rookeries, um exemplo notório sendo St. Giles, em Londres. Eram locais onde prevaleciam o alcoolismo, prostituição e a violência. O crescimento populacional descontrolado, compreendendo um aumento de pouco menos de 1 milhão em 1801 para 1,4 milhão em 1820, acentuou a crise. O historiador Robert Southey fez uma comparação entre a miséria desses bairros e o glamour dos círculos da realeza:
A miséria que existia sob o glamour e o brilho da sociedade da Regência oferecia um nítido contraste com o círculo social do Príncipe-Regente. A pobreza foi abordada apenas marginalmente. A formação da Regência após a retirada de Jorge III viu o fim de uma sociedade mais piedosa e reservada e deu origem a uma mais frívola e ostensiva. Essa mudança foi influenciada pelo próprio Regente, que foi mantido totalmente afastado das maquinações da política e das façanhas militares. Este nada fez para canalizar suas energias em uma direção mais positiva, deixando-o com a busca do prazer como sua única saída, bem como sua única forma de rebelião contra o que ele via como desaprovação e censura na forma de seu pai.